# Paso de la Nieve
Paso de la Nieve är en ort i Mexiko.   Den ligger i kommunen Peribán och delstaten Michoacán de Ocampo, i den södra delen av landet, 300 km väster om huvudstaden Mexico City. Paso de la Nieve ligger 2 945 meter över havet och antalet invånare är 109.
Terrängen runt Paso de la Nieve är kuperad åt nordväst, men åt sydost är den bergig. Runt Paso de la Nieve är det ganska tätbefolkat, med 60 invånare per kvadratkilometer. Närmaste större samhälle är Peribán de Ramos, 10,5 km nordväst om Paso de la Nieve. I omgivningarna runt Paso de la Nieve växer i huvudsak blandskog.